# Jargalthaan
Jargalthaan (mongoliska: Жаргалтхаан Сум, Жаргалтхаан, Jargalthaan Sum) är ett distrikt i Mongoliet.   Det ligger i provinsen Chentij, i den östra delen av landet, 200 km öster om huvudstaden Ulaanbaatar.